# Пердаку
Пердаку (ест. Perdaku; місцева вимова Пердагу, також використовуються назви Пердага, Пярдагу,
Пердовка) — село в Естонії, входить до складу волості Вярска, повіту Пилвамаа.